# Oceania (album The Smashing Pumpkins)
Oceania – ósmy studyjny album zespołu alt-rockowego The Smashing Pumpkins, wydany 19 czerwca 2012 roku przez EMI, Reprise Records oraz Martha's Music.
Album jest częścią 44-piosenkowego box setu Teargarden by Kaleidyscope. Wydano również wersję live albumu (Oceania: Live in NYC) 24 września 2013.

## Lista utworów
1. "Quasar"	- 4:55
2. "Panopticon"	- 3:52
3. "The Celestials" - 3:57
4. "Violet Rays"	- 4:19
5. "My Love is Winter" - 3:32
6. "One Diamond, One Heart" - 3:50
7. "Pinwheels" - 5:43
8. "Oceania" - 9:05
9. "Pale Horse" - 4:37
10. "The Chimera" - 4:16
11. "Glissandra" - 4:06
12. "Inkless" - 3:08
13. "Wildflower" - 4:42[28]